# Вилья-Ортузар (Буэнос-Айрес)
Вилья-Ортузар (исп. Villa Ortúzar) — район (ба́ррио) Буэнос-Айреса. Район ограничен улицами Ла-Пампа, Авенида Форест, Авенида Элькано, железной дорогой Ferrocarril General Urquiza, Авенида Дель Кампо, Комбнтьентес де Мальвинас и Авенида Триунвирато. Район граничит с районами Вилья-Уркиса на севере, Бельграно на северо-востоке, Коллехиалес на востоке, Чакарита на юго-востоке, Ла-Патернал на юге и Парке-Час на западе.
Первыми жителями района были иезуиты, появившиеся здесь в 1614 году. Позже, в 1827 году, во время президентства Бернардино Ривадавия эти земли заселили немецкие иммигранты начавшие прибывать в город в 1862 году.

## Происхождение названия
Название района происходит от имени Дона Сантьяго Франсиско де Ортузара который купил ферму 38 гектар, где посадил эвкалипты.
Его дом находился между улицами Гирибоне, Эредиа, 14 де Хулио и Альварес Томас. В доме Сантьяго Ортузар были большие чердаки и по этой причине, это место было известно как "El Palomar Villa Ortuzar".

## День района
26 апреля ежегодно отмечается "День района Вилья-Ортузар", в честь того памятного дня когда Сантьяго Франсиско де Ортузар купил ферму 38 гектар; (Указ города 1065, авторы: Фернандо Финвард и Рауль Пай).
Инициатива создания дня района Вилья-Ортузар произошла от Совета исторических исследований города благодаря его Председателю г-же Марии Клотильде Ричиери де Лаграва и её заместителю, Хосе Луису Сарделле.
С момента покупки фермы состоявшемуся 26 апреля 1862 (прошло 153 года) "... Дон Сантьяго Франсиско де Ортузар, купил ферму, в 1874 начал создаваться район. Жители, которые поселились там, назвали его "Вилья-Ортузар".
Сантьяго Ортузар также пожертвовал три участка земли для создания школы и ныне это место называется "Palomar de Ortúzar". В настоящее время здесь расположена площадь "25 августа".